# Paweł Graś

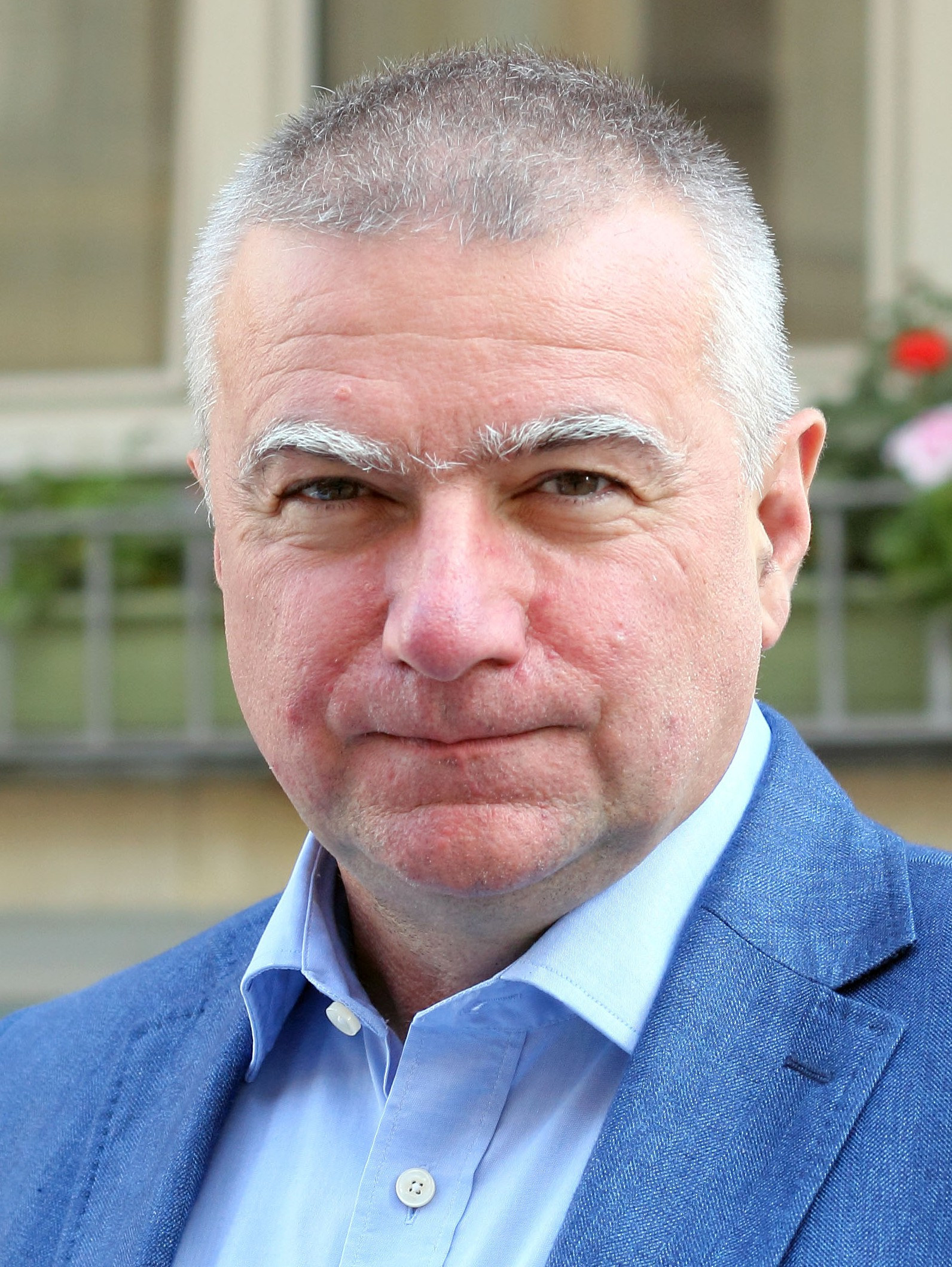
Paweł Graś (2014)

Paweł Bolesław Graś (* 23. Februar 1964 in Kęty) ist ein polnischer Politiker (UPR, Ruch Stu, AWS, SKL, PO). Er war von 1998 bis 2014 Mitglied des Sejm in der III., IV., V., VI. und VII. Wahlperiode.

## Leben und Beruf
Graś studierte zunächst drei Jahre Rechtswissenschaft an der Jagiellonen-Universität in Krakau und wechselte dann zur Journalistik. Er schloss das Studium 1992 ab. Ab 1990 leitete er das polnisch-deutsche IT-Unternehmens Pro-Holding. Er ist verheiratet und hat einen Sohn.

## Politik
Während seines Studiums engagierte Graś sich in der oppositionellen Studentenbewegung und war Ende der 1980er Vorsitzender des Unabhängigen Studentenverbandes NZS an der Jagiellonen-Universität. Nach der Wende in Polen war er zunächst Mitglied der Unia Polityki Realnej. 1995 beteiligte er sich an der Gründung der Ruch Stu und wurde deren Vorsitzender in der Woiwodschaft Kleinpolen. Bei der Parlamentswahl 1997 kandidierte er auf der Liste des Wahlbündnisses Akcja Wyborcza Solidarność (AWS), an dem sich die Ruch Stu beteiligt hatte, wurde aber zunächst nicht gewählt. Bei den Selbstverwaltungswahlen 1998 kandidierte er erfolglos auf der AWS-Liste für den Sejmik Kleinpolens.
Nach dem Rücktritt des Abgeordneten Marek Nawara, der zum kleinpolnischen Woiwodschaftsmarschall gewählt worden war, rückte er im Dezember 1998 in den Sejm nach. Als Vertreter der Ruch Stu schloss er sich der Gruppe der Porozumienie Polskich Chrześcijańskich Demokratów an. Später wurde er Mitglied der Stronnictwo Konserwatywno-Ludowe. Im Februar 2001 schloss er sich der Platforma Obywatelska (PO) an. Bei den Parlamentswahlen 2001, 2005, 2007 und 2011 wurde er jeweils für die PO im Wahlkreis Chrzanów in den Sejm gewählt. Im Sejm war er von 2005 bis 2007 Vorsitzender des ständigen Unterausschusses für die Zusammenarbeit mit ausländischen Partnern und der NATO. Von April bis Oktober 2007 war er zudem Vorsitzender des Geheimdienstausschusses. Von November 2007 bis Januar 2008 war er als Sicherheitsbeauftragter Staatssekretär in der Kanzlei des Ministerpräsidenten. Von Februar 2009 bis Januar war er im Rang eines Staatssekretärs Regierungssprecher in den Kabinetten von Donald Tusk. Seit Dezember 2013 war er als Nachfolger von Andrzej Wyrobiec zudem Generalsekretär der PO.
Nachdem Donald Tusk am 1. Dezember 2014 das Amt als Präsident des Europäischen Rates angetreten hatte, wurde Graś, der in diesem Zusammenhang seine Ämter in Polen niedergelegt hatte, dessen leitender Politik- und Kommunikationsberater. Er war für die Beziehungen zum Europaparlament, den nationalen Parlamenten und den politischen Parteien zuständig. Mit dem Ende von Tusks Amtszeit am 30. November 2019 endete auch die Tätigkeit von Graś. Anschließend wurde er Kabinettschef des Parteivorsitzenden der Europäischen Volkspartei (von 2019 bis 2022 war dies ebenfalls Donald Tusk). Im Februar 2024 wurde er, nachdem Tusk erneut polnischer Ministerpräsident geworden war, Leiter von dessen politischen Kabinett in dessen Kanzlei.